# Bes (botanisch)

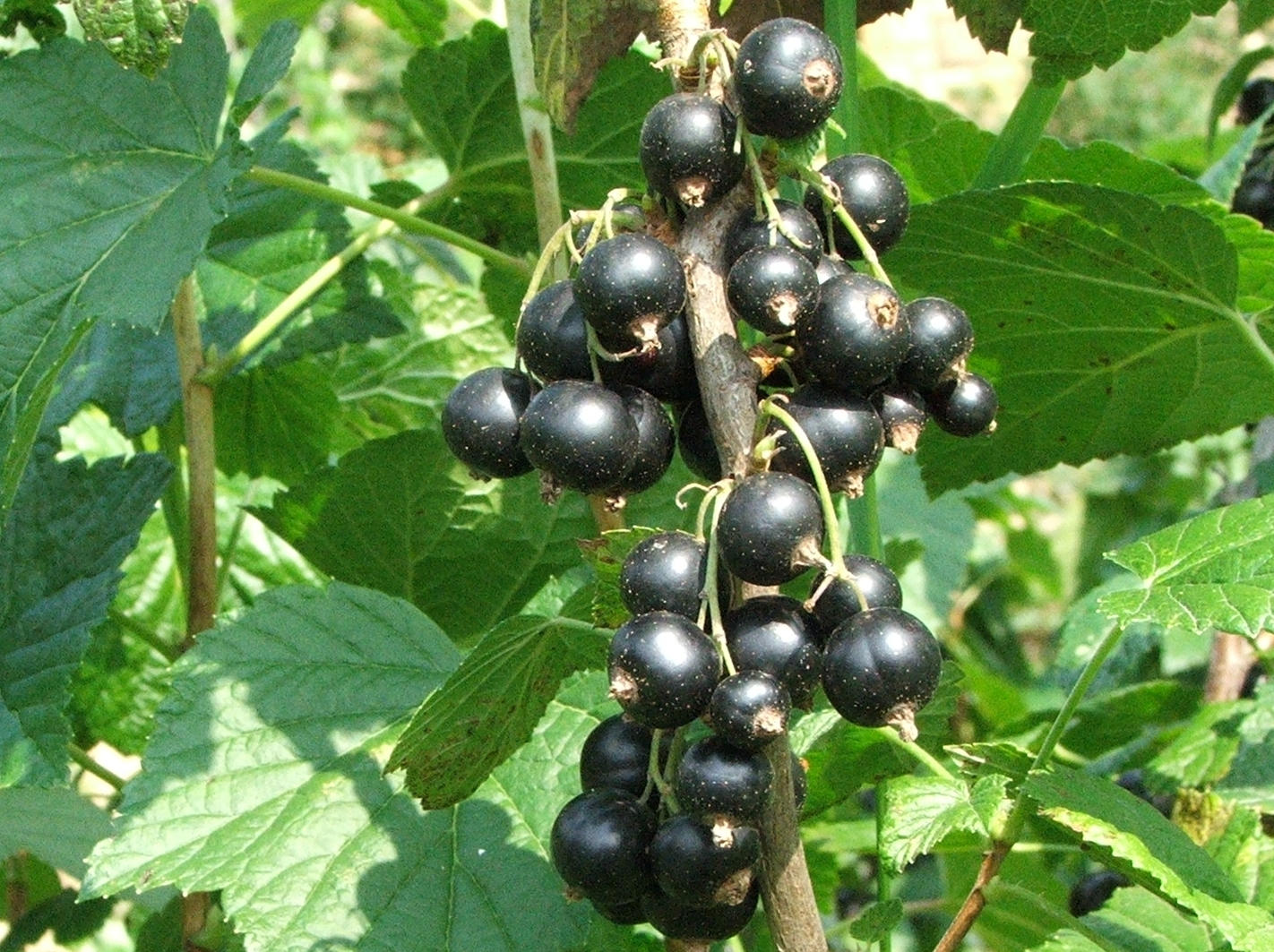
Zwarte bes
(Ribes nigrum)

Een bes of besvrucht is een vlezige vrucht. Bessen kunnen verschillend van vorm zijn, van rond tot langwerpig. De vruchtwand (het exocarp) van een bes kan dun (rode bes, druif) of dik (meloen, pompoen) zijn. De zaden zijn ingebed in het vruchtvlees (het mesocarp). De bes kan eenhokkig of meerhokkig zijn.
Veel bessen zijn klein en sappig met een heldere kleur waardoor ze goed afsteken en beter gezien worden door vogels en andere dieren. De planten die bessen produceren zijn voor hun verspreiding afhankelijk van dieren. Bij sommige planten kiemen de zaden alleen als ze door een spijsverteringsorgaan gegaan zijn, waardoor de zaadhuid onder invloed van de spijsverteringssappen en microbiële inwerking doordringbaar wordt voor water.
De mens heeft voor zijn voedselproductie op steeds grotere bessen geselecteerd, zoals de vleestomaat, terwijl de wilde soorten veel kleinere bessen hebben.

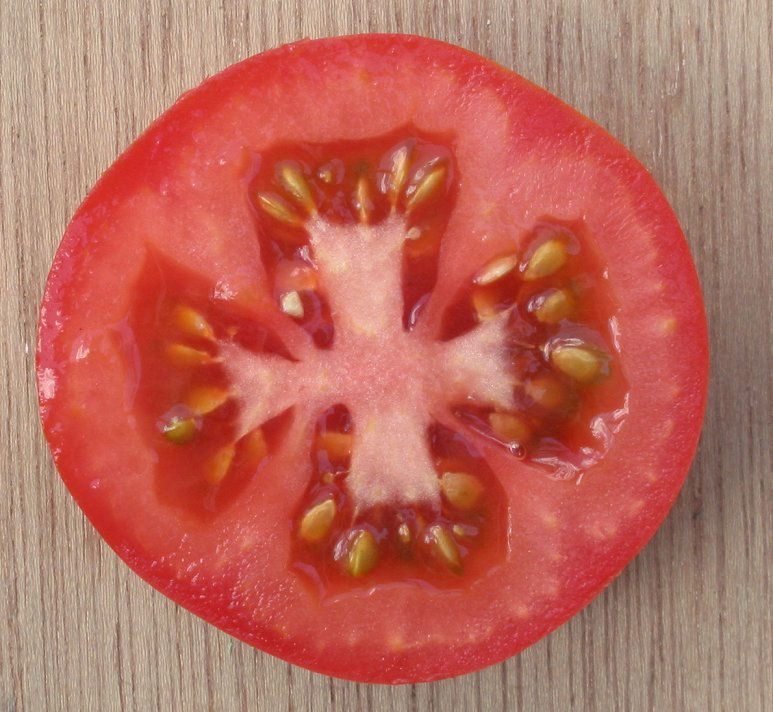
Vierhokkige tomaat in dwarsdoorsnede

Bessensoorten die gebruikt kunnen worden om vruchtensap van te maken, zijn bijvoorbeeld:
- aalbes
- zwarte bes
- bosbes
- blauwe bes
- cranberry